# Freihung
Freihung település Németországban, azon belül Bajorországban. Lakosainak száma 2559 fő (2023. december 31.). Freihung Hirschau és Gebenbach községekkel határos.

## Népesség
A település népessége az elmúlt években az alábbi módon változott:
| Lakosok száma | 554  | 1106 | 3139 | 2538 | 2595 | 2614 | 2606 | 2534 | 2557 | 2559 |
|               | 1875 | 1950 | 1975 | 1987 | 2012 | 2014 | 2016 | 2017 | 2021 | 2023 |